# دام کو

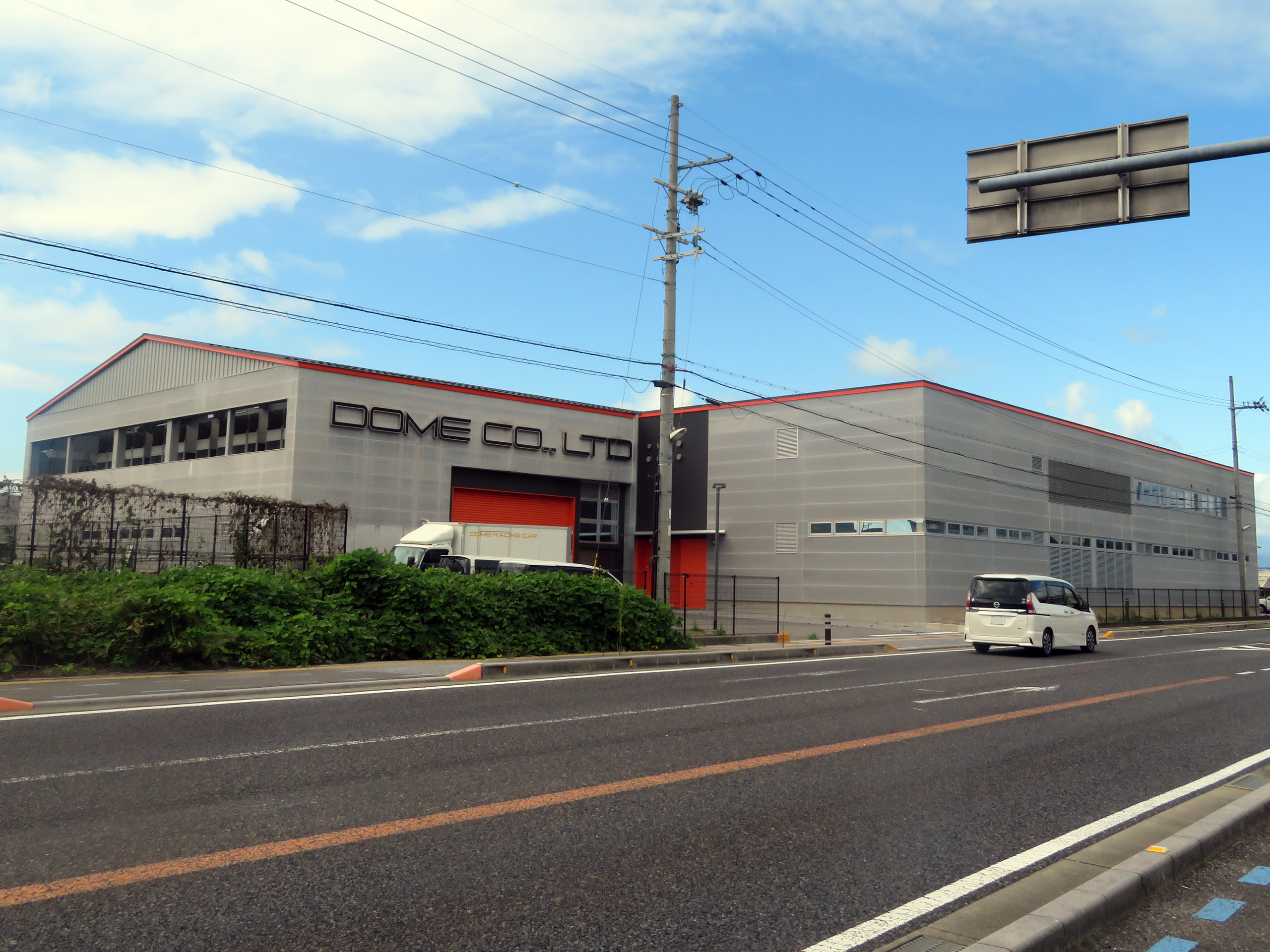
نمایی از دفتر شرکت خودروسازی دام کو - ۲۰۲۰

دام کو (انگلیسی: Dome) شرکت خودروسازی ژاپنی است، که در سال ۱۹۷۵ تأسیس شد.